# Trotina (potok)
Trotina je 24,9 km dlouhý pravostranný přítok Labe v Královéhradeckém kraji v Česku. Na horním a středním toku byla dříve nazývána Trotinka.

## Průběh toku
Trotina pramení v Jičínské pahorkatině u obce Zdobín v sousedství Krkonošského podhůří. Protéká Trotinu a Bílé Poličany. U Miřejova v Lanžově zleva přibírá Řečický potok. Pod Velkým Vřešťovem napájí Velkovřešťovský rybník, kde přibírá zprava potok Jestřábek. Zároveň protéká přírodní rezervací Vřešťovská bažantnice a následně vstupuje do okresu Hradec Králové a Východolabské tabule. Dříve napájela dnes již zaniklý Žiželovský rybník (katastrální území Jeřičky, dříve Žíželeves). Poté protéká údolím přes Lužany a Račice nad Trotinou, nad Račicemi přibírá zleva Hustířanku a v Račicích zprava Frantovský potok. U smiřické Trotiny ji překovává nejprve železniční trať Hněvčeves–Smiřice, poté dálnice D11, silnice I/33 a následně železniční trať Pardubice–Liberec (úsek Hradec Králové–Jaroměř). U Lochenic v přírodní památce Trotina se vlévá do Labe. Na Trotině bylo 14 mlýnů. Na svém středním a dolním toku byla zregulována a její koryto bylo přeloženo a napřímeno.

## Vodní režim
Povodí má rozlohu 116,13 km², průměrný průtok je 0,71–1 m³·s−1, specifický odtok 6,08 l·s−1km−2